# 319
Het jaar 319 is het 19e jaar in de 4e eeuw volgens de christelijke jaartelling.

## Gebeurtenissen

### Italië
- Keizer Constantijn de Grote en de 6-jarige Licinius II, zoon van medekeizer Licinius, worden door de Senaat gekozen tot consul van het Imperium Romanum.

### Egypte
- In Alexandrië ontstaat verzet tegen de leer van de Drie-eenheid. Arius, stichter van het arianisme, wordt verbannen en vlucht naar Nicomedia voor zijn religieuze opvattingen.